# Kallukunte, Dod Ballapur
Kallukunte là một làng thuộc tehsil Dod Ballapur, huyện Bangalore Rural, bang Karnataka, Ấn Độ.